# Bắc 24 Parganas (huyện)
Bắc 24 Parganas là một huyện thuộc bang Tây Bengal, Ấn Độ. Thủ phủ huyện Bắc 24 Parganas đóng ở Barasat. Huyện Bắc 24 Parganas có diện tích 4.095 km². Đến thời điểm năm 2001, huyện có dân số 8.930.295 người.